# 背點南鰍
背點南鰍（學名：Schistura notostigma）為輻鰭魚綱鯉形目條鰍科南鰍屬的其中一種。分布於亞洲斯里蘭卡淡水流域，為特有種，本魚體延長，口下位，具觸鬚3對，體後半部有6-7條寬的棕色條紋，側線完整，尾柄處有一黑色橫帶，背鰭基部有一黑色圓斑，尾鰭叉形，上下葉圓鈍，體長可達6.3公分，棲息在礫石底質河川底層水域，生活習性不明，可做為觀賞魚。

## 扩展阅读
維基物種上的相關：背點南鰍